# Idaea afroda
Idaea afroda là một loài bướm đêm trong họ Geometridae.